# Girls, Interrupted
«Girls, Interrupted» — это седьмой эпизод сериала Californication канала Showtime, который был сначала показан в Северной Америке 24 сентября 2007 года. Длительность эпизода — 28 минут.

## Сюжет
Бекка, Хэнк и Юсуф Ислам сидят на диване, Бекка читает отцу Фроста, и тот озабочивается её пониманием его взаимоотношений с Карен, пытаясь убедить дочь, что всё не так уж и плохо. После прихода Карен, он пытается в этом убедить и её.
Марси издевается над садо-мазохисткими желаниями Чарли. Она хочет попробовать с девушкой: «Хорошо поручить часть работы той, у которой есть свой набор инструментов», но предлагает Чарли секс втроём: «так будет гораздо честнее». Хэнк не поддерживает эту идею, говоря: «Я знаю, у вас — евреев — всё по другому, но, по-моему, любовь втроём это не пит-стоп на пути к избавлению».
Карр хочет купить блог. Разговор переходит на Карен.
Марси и Дэни встречают Чарли в его кабинете, где Марси уже договорился с Чарли. На предложение взять Карен Марси даёт отповедь: «Я не хочу туда, где уже был Хэнк, он мог оставить там мины-ловушки как Вьетконг».
Хэнк привозит Карен к Тодду показывать дом: «Я заключил сделку с карамельным дьяволом». Та приглашает его в гости, несмотря на то что это его день с Беккой.
Чарли напивается в гостиной со свечами, нервничая вместе с Марси перед приходом Дэни. Ранкл хочет откатить всё назад, но не успевает.
Хэнк не успевает вынять из духовки свою «сырную сенсацию», начинает звенеть сигнализация, он обжигает руки, блюдо убегает, но выглядит вполне ничего, он должен быть через 5 минут у Карен, но в этом момент снова звонит Мия.
Дэни и Марси раздеваются, при этом на левом плече Дэни видна татуировка «Суицид-Девочек» (SG). Иногда Марси отвлекается, и наблюдающий за всем этим Чарли кашляет. Всё начинает идти не так, как хочет Чарли или Марси, только Дэни чувствует себя в своей тарелке.
Хэнк приезжает к Карен, но той уже позвонила Мия и она отправляется к ней. Хэнк едет с ней, несмотря на протесты Бекки и Карен.
Дэни приносит цепочку с зажимами и говорит, что Чарли надо наказать за ужасные вещи, прикрепляя один из зажимов к правому соску Ранкла. Марси встаёт за камерой и Чарли начинает голосить. За всей этой сценой с улыбкой наблюдает Дэни.
Ник требует, чтобы Карен и Хэнк забрали «эту психопатку». Оказывается, она приняла валиум. Хэнк макает лицом в рвотные массы Мии Ника.
Марси и Чарли сидят в больнице, Чарли держит у груди заморозку, а Марси заполняет бумаги, пытаясь вспомнить лечащего врача. Ранклы приходят к мнению, что всё это было ошибкой.
Хэнк уговаривает Карен промолчать о происшедшем, а потом идёт к Бекке. Бекка даёт понять что недовольна отцом.

## Приглашённые звёзды
- Ланс Барбер — Ник Лаури — учитель в школе Мии
- Крис Уильямс — Тодд Карр — режиссёр, сотрудничающий с Чарли
- Рэйчел Майнер — Дэни — сектретарша, третья в постели Ранклов

## Культурные ссылки
- Название серии «Girls, Interrupted» — ссылка на одну из серий сериала «Секс в большом городе», в которой в качестве приглашенной звезды играл Дэвид Духовны, которая называется «Boy, Interrupted» (2003). Все вместе они ссылаются на фильм «Girl, Interrupted» 1999 года. Серия с таким же названием — «Girls, Interrupted» (2000) — была во втором сезоне комедийного сериала «Уилл и Грейс».
- Стихотворение «Nothing Gold Can Stay[англ.]» (Всё золотое зыбко), которое читает Бекка, принадлежит американскому поэту, четырежды лауреату Пулитцеровской премии Роберту Фросту (1874—1963).
- Бекка встретила данное стихотворение в фильме «Изгои» (англ. The Outsiders) 1983 года режиссёра Фрэнсиса Форда Копполы. Хэнк сошлётся на этот фильм, когда будет прощаться с Беккой: «Оставайся золотой, Понибой» («Stay gold, Ponyboy». К сожалению, в ряде переводовфраза звучит как «Оставайся золотой, моя лошадка»). Понибой Куртис — главный герой фильма.
- Тодд Карр рассказывает, что звонил Антуану Фукуа, это ещё один афро-американский режиссёр.
- Несмотря на плохие взаимоотношения между Карром и Муди, первый спокойно относится к Хэнку, говоря что это бизнес. Это прямая отсылка к фильму «Крёстный отец» и известной фразе: «Ничего личного, это просто бизнес». Хэнк называет Чарли Фредо Корлеоне, то есть именем сына-предателя.
- Когда Хэнк узнал, что у Тодда дом от Рея Каппе, он сказал «Color me impressed». Это название песни группы The Replacements и игра слов. Название песни можно перевести как «Цвет меня впечатлил», а фразу Хэнка как «Цветной меня впечатлил».
- Карен говорит, что «Bel-Air patrol» применит к ним «электрошок». Bel-Air patrol — это частная охранная компания в Лос-Анджелесе. В некоторых переводах просто полиция.
- Сцена с домом Тодда Карра снималась в доме Benton House, расположенном в Брентвуде (Brentwood). Архитектором этого дома действительно был Рей Каппе[англ.]. Однако, скорей всего, это не тот дом, где, по утверждениям Хэнка, он спал с женой Карра во всех комнатах, так как это не стыкуется с тем, что Хэнк искренне удивился, когда узнал, что у Тодда дом от Рея Каппе, возможно у Тодда несколько домов, потому что он сказал «Я владею домом от Рея Каппе» (I own a Ray fucking Kappe house), а не «Я живу в доме от Рея Каппе».
- Хэнк, Карен и Тодд говорят про башню из слоновой кости (Ivory tower).
- Хэнк цитирует письмо Флобера Тургеневу:

Я всегда пытался жить в башне из слоновой кости; но окружающее её море дерьма поднимается все выше, волны бьют о её стены с такой силой, что она вот-вот рухнет.
англ. I have always tried to live in an ivory tower, but a tide of shit is beating at its walls, threatening to undermine it.
- Говоря «Without architecture, there would be no remembering» (Без архитектуры не будет воспоминаний), Карен цитирует книгу Джона Рёскина (John Ruskin) 1849 года «The Seven Lamps of Architecture» (Семь ламп архитектуры). В главе под номером 6 «The Lamp of Memory» (Лампа памяти) он писал: «It is as the centralization and protectress of this sacred influence, that Architecture is to be regarded by us with the most serious thought. We may live without her, and worship without her, but we cannot remember without her.» (Мы можем жить без архитектуры и молиться без неё, но мы не можем помнить без неё).
- Хэнк приглашал Карен в ресторан El Pollo Loco
- Ник Лаури сравнивает Мию с американской писательницей Сильвией Плат, которая покончила с собой, отравившись снотворным. Её автобиографическая повесть называется «Под стеклянным колпаком» (англ. The Bell Jar). Дословно: You think I wanted Sylvia Plath to come here and go all fucking Bell Jar on me? I’m the one getting manipulated here.
- В разговоре с дочерью Хэнк упоминает Джони Митчелл, канадскую певицу, долгое время жившую в США и, в частности, в Калифорнии.
- Бекка говорит, что слушает группу «Death Cab for Cutie», одна из песен которых вошла в саундтрек эпизода.

## Музыка
- Argyle Johansen — «Sunny Day in Hell»
- Slow Train Soul — «Mississippi Freestylin'»
- Lady Sa — «Sweetless»
- Mexican Institute of Sound[англ.] — «A Girl Like You»
- Death Cab for Cutie — «Passenger Seat»